# غيرغيلي هارساني
غيرغيلي هارساني (بالمجرية: Harsányi Gergely)‏ مواليد 3 مايو 1981 في نيرغهازا، هو لاعب كرة يد مجري يلعب كجناح أيمن. مثل منتخب المجر لكرة اليد. شارك في دورة الألعاب الأولمبية الصيفية سنة 2004.

## سجل المنافسة
شارك في البطولات التالية:
- بطولة العالم لكرة اليد للرجال 2009
- بطولة العالم لكرة اليد للرجال 2011
- بطولة العالم لكرة اليد للرجال 2013
- بطولة أوروبا لكرة اليد للرجال 2006
- بطولة أوروبا لكرة اليد للرجال 2012
- الألعاب الأولمبية الصيفية 2004
- الألعاب الأولمبية الصيفية 2012

## الإنجازات
- الدوري المجري لكرة اليد:
  - المركز الثالث: 2010

## روابط خارجية
- غيرغيلي هارساني على موقع الاتحاد الأوروبي لكرة اليد (الإنجليزية)
- غيرغيلي هارساني على موقع اللجنة الأولمبية الدولية (الإنجليزية)
- غيرغيلي هارساني على موقع أوليمبيديا (الإنجليزية)